# 基于融合以太网的RDMA
基于融合以太网的RDMA（英語：RDMA over Converged Ethernet，缩写RoCE）是一个网络协议，允许在一个以太网网络上使用远程直接内存访问（RDMA）。RoCE有RoCE v1和RoCE v2两个版本。RoCE v1是一个以太网链路层协议，因此允许同一个以太网广播域中的任意两台主机间进行通信。RoCE v2是一个网络层协议，因而RoCE v2数据包可以被路由。虽然RoCE协议受益于融合以太网网络的特征，但该协议也可用于传统或非融合的以太网网络。

## 背景
网络密集型应用程序（如网络存储或群集计算）需要具有高带宽且低延迟的网络基础架构。RDMA相比其他网络应用程序接口（诸如Berkeley套接字）的优势是更低的延迟、更低的CPU占用，以及更高的带宽。RoCE协议有着比其前身iWARP协议更低的延迟。现有的RoCE HCA（主机通道适配器）的延迟低至1.3微秒，而在2011年已知的最低的iWARP HCA的延迟为3微秒。

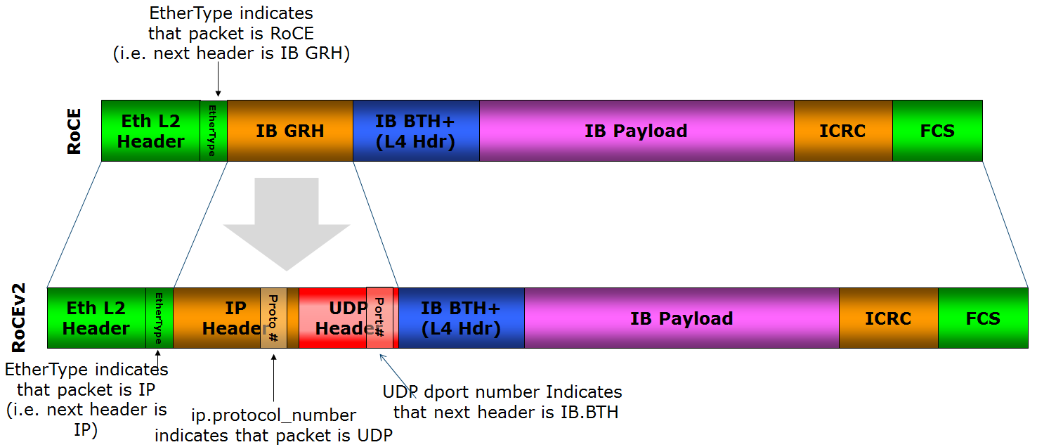
RoCE标头格式

## RoCE v1
RoCE v1协议是一个以太网链路层协议，Ethertype为0x8915。它要符合以太网协议的帧长度限制：常规以太网帧为1500字节，巨型帧为9000字节。

## RoCE v2
RoCEv2协议构筑于UDP/IPv4或UDP/IPv6协议之上。UDP目标端口号4791已保留给RoCE v2。因为RoCEv2数据包是可路由的，所以RoCE v2协议有时被称为Routable RoCE或RRoCE。虽然一般不保证UDP数据包的传达顺序，但RoCEv2规范要求，有相同UDP源端口及目标地址的数据包不得改变顺序。除此之外，RoCEv2定义了一种拥塞控制机制，使用IP ECN位用于标记，CNP帧用于送达通知。软件对RoCE v2的支持在不断涌现。Mellanox OFED 2.3或更高版本支持RoCE v2，Linux内核v4.5也提供支持。

## RoCE与InfiniBand相比
RoCE定义了如何在以太网上执行RDMA，InfiniBand架构规范则定义了如何在一个InfiniBand网络上执行RDMA。RoCE预期为将主要面向群集的InfiniBand应用程序带入到一个寻常的以太网融合结构。有人认为，InfiniBand将会继续提供比以太网更高的带宽以及更低的延迟。
RoCE与InfiniBand协议之间的技术差异：
- 链路级流量控制：InfiniBand使用一个积分算法来保证无损的HCA到HCA通信。RoCE运行在以太网之上，其实现可能需要“无损以太网”以达到类似于InfiniBand的性能特征，无损以太网一般通过以太网流量控制或优先流量控制（PFC）配置。配置一个数据中心桥接（英语：Data center bridging）（DCB）以太网网络可能比配置InfiniBand网络更为复杂。[17]
- 拥塞控制：Infiniband定义了基于FECN/BECN标记的拥塞控制，RoCEv2则定义了一个拥塞控制协议，它使用ECN标记在标准交换机中的实现，以及CNP帧用于送达确认。
- 可用的InfiniBand交换机始终有比以太网交换机更低的延迟。一台特定类型以太网交换机的端口至端口延迟为230纳秒[18]，而有相同端口数量的一台InfiniBand交换机为100纳秒[19]。

## RoCE与iWARP相比
相比RoCE协议定义了如何使用以太网和UDP/IP帧执行RDMA，iWARP协议定义了如何基于一个面向连接的传输（如传输控制协议，TCP）执行RDMA。RoCE v1受限于单个广播域，RoCE v2和iWARP封包则可以路由。在大规模数据中心和大规模应用程序（即大型企业、云计算、Web 2.0应用程序等）中使用iWARP时，大量连接的内存需求，以及TCP的流量和可靠性控制，将会导致可扩展性和性能问题。此外，RoCE规范中定义了多播，而当前的iWARP规范中没有定义如何执行多播RDMA。
iWARP中的可靠性由协议本身提供，因为TCP/IP为可靠传输。相比而言，RoCEv2采用UDP/IP，这使它有更小的开销和更好的性能，但不提供固有的可靠性，因此可靠性必须搭配RoCEv2实现。其中一种解决方案是，使用融合以太网交换机使局域网变得可靠。这需要局域网内的所有交换机支持融合以太网，并防止RoCEv2数据包通过诸如互联网等不可靠的广域网传输。另一种解决方案是增加RoCE协议的可靠性（即可靠的RoCE），向RoCE添加握手，通过牺牲性能为代价提供可靠性。
两种协议哪种更好的问题取决于供应商。英特尔和Chelsio建议并独家支持iWARP。Mellanox、Xilinx以及Broadcom推荐并独家支持RoCE/RoCEv2。思科同时支持RoCE与自家的VIC RDMA协议。网络行业中的其他供应商则同时提供两种协议的支持，这些供应商如Marvell、微软、Linux和Kazan。
两种协议都经过了标准化，iWARP是IETF定义的基于以太网的RDMA，RoCE是InfiniBand贸易协会定义的基于以太网的RDMA  

## 供应商
支持RoCE的设备的主要供应商包括：
- Mellanox（已被NVIDIA收购）
- Emulex（已被博通 (公司)收购）
- 博通（Broadcom）
- QLogic（已被Cavium收购）
- 凱為半導體（Cavium）（已被Marvell收购）
- 华为
- Bloombase